# ペルル
ペルルとは、東京都中野区鷺宮にある、バー（飲食店）である。開業は1960年。アニメ『笑ゥせぇるすまん』中に出てくる、バー「魔の巣」のモデル。

## サービス
バーらしくカクテルは豊富である。人気のおつまみは、ヒロインチーズや、枝つき干しぶどう。ヒロインチーズとは特別なチーズではなく、「お手伝いのひろみさんが見つけてきたチーズ」だからこの名前がついたという。
定休日は、日曜と祝日、年末年始の12月30日～1月5日。クリスマス前には、壁一面に画用紙を貼り付け、『らくがきコンテスト』と題し、来たお客さんに絵を描いてもらい、お客さんによる投票で順位を決めていたが、2009年は行われなかった。
ペルル自身とペルルのマスターは、バー魔の巣とそのマスターのモデルになっている。しかし、アニメ中に出てくるマスターよりも大柄であり、物静かでなく、ギャグを連発することもあった。

## 移転
鷺ノ宮駅周辺再開発に伴い、2009年10月末に一時閉店した。その後徒歩20秒程度のすぐ近くの「林檎の樹」跡地へ移転し、同年12月1日に営業を再開した。新店舗の内装等は極力同じものを踏襲している。引っ越し作業や内装工事は、常連客有志によって行われた。

## アクセス
西武新宿線鷺ノ宮駅北口から至近。徒歩で、2～3分。店舗前の看板には、『居酒屋 ペルル』とある。